# Katerine Avgoustakis
Katerine Avgoustakis (en grec : Κατερίνα Αυγουστάκη), née le 16 septembre 1983 à Maasmechelen, est une chanteuse belge d'origine grecque. Elle est la gagnante de la Star Academy flamande en 2005,.

## Origines
Katherine Avgoustakis est née d'un père grec et d'une mère flamande, décédée en 2005, à l'âge de 54 ans d'un cancer du foie.

## Carrière
En 2002, Katherine Avgoustakis participe en tant que membre du groupe Indiana pour représenter la Belgique au Concours Eurovision de la chanson 2002 avec la chanson Imitation Love mais le groupe ne sera finalement pas sélectionné.
Après avoir quitté le groupe, elle participe au télé-crochet, Star Academy diffusé sur la chaîne télévisée 2BE, en Belgique. Elle remporte la finale et un contrat de maison de disque du label, Universal Music Belgium.
Fin 2009, bien que peu connue en Grèce, elle fait partie des six finalistes en vue de représenter la Grèce à l'Eurovision 2010 à Oslo. Elle est cependant disqualifiée début 2010 par l'ERT pour avoir diffusé trop tôt son clip. 

## Vie privée
Après avoir vécu avec l'architecte Leander Kippers jusqu'en 2013, elle vit ensuite avec Claudio Swijsen à partir de 2014. Ils se marient en juillet 2015. Son mari avait déjà un fils, Floris, avant de connaître Katerine et le couple a une fille, Olivia, née début 2018.

## Discographie

### Albums
| Titre                                                             | Détails de l'album                                               | Meilleure position | Meilleure position | Meilleure position | Meilleure position | Meilleure position | Meilleure position |
| Titre                                                             | Détails de l'album                                               | Belgique           | Pologne            |                    |                    |                    |                    |
| ----------------------------------------------------------------- | ---------------------------------------------------------------- | ------------------ | ------------------ | ------------------ | ------------------ | ------------------ | ------------------ |
| Katerine                                                          | - Date : 18 novembre 2005 - Labels : Universal - Formats : CD    | 9                  | —                  |                    |                    |                    |                    |
| Overdrive                                                         | - Date : 1er décembre 2008 - Labels : Mostiko - Formats : CD     | 82                 | 67                 |                    |                    |                    |                    |
| The Real Me                                                       | - Date : 31 décembre 2012 - Formats : CD, téléchargement digital | _                  | _                  |                    |                    |                    |                    |
| « — » indique que l'album n'est pas sorti ou classé dans le pays. |                                                                  |                    |                    |                    |                    |                    |                    |

### Singles
| Année                                                             | Titre                      | Album     | Meilleure position | Meilleure position | Meilleure position | Meilleure position | Meilleure position | Meilleure position |
| Année                                                             | Titre                      | Album     | Belgique           | Pologne            | Pays-Bas           | Bulgarie           | Russie             |                    |
| ----------------------------------------------------------------- | -------------------------- | --------- | ------------------ | ------------------ | ------------------ | ------------------ | ------------------ | ------------------ |
| 2005                                                              | New Day                    | Katerine  | 2                  | —                  | —                  | —                  | —                  |                    |
| 2005                                                              | Here Come All The Boys     | Katerine  | 5                  | 89                 | —                  | —                  | —                  |                    |
| 2006                                                              | Take Me Home/Watch Me Move | Katerine  | 15                 | _                  | _                  | _                  | _                  |                    |
| 2006                                                              | Catfight                   | Katerine  | 32                 | _                  | _                  | _                  | _                  |                    |
| 2007                                                              | Live Wire                  | Overdrive | 27                 | _                  | _                  | _                  | _                  |                    |
| 2007                                                              | Don't Put It On Me         | Overdrive | _                  | _                  | _                  | _                  | _                  |                    |
| 2008                                                              | Shut Your Mouth            | Overdrive | 3                  | _                  | _                  | _                  | _                  |                    |
| 2008                                                              | He's Not Like You          | Overdrive | 34                 | _                  | _                  | _                  | _                  |                    |
| 2008                                                              | Ultrasonic                 | Overdrive | 20                 | _                  | _                  | _                  | _                  |                    |
| 2008                                                              | Upon The Catwalk           | Overdrive | 38                 | _                  | _                  | _                  | _                  |                    |
| 2009                                                              | Ayo Technology             | Overdrive | _                  | _                  | 1                  | 8                  | 54                 |                    |
| 2009                                                              | Treat Me Like A Lady       | Overdrive | 26                 | _                  | 4                  | _                  | _                  |                    |
| 2010                                                              | Enjoy The Day              |           | 26                 | _                  | 21                 | _                  | _                  |                    |
| 2010                                                              | Merry Xmas                 |           | _                  | _                  | _                  | _                  | _                  |                    |
| « — » indique que l'album n'est pas sorti ou classé dans le pays. |                            |           |                    |                    |                    |                    |                    |                    |